# Hernando Pizarro

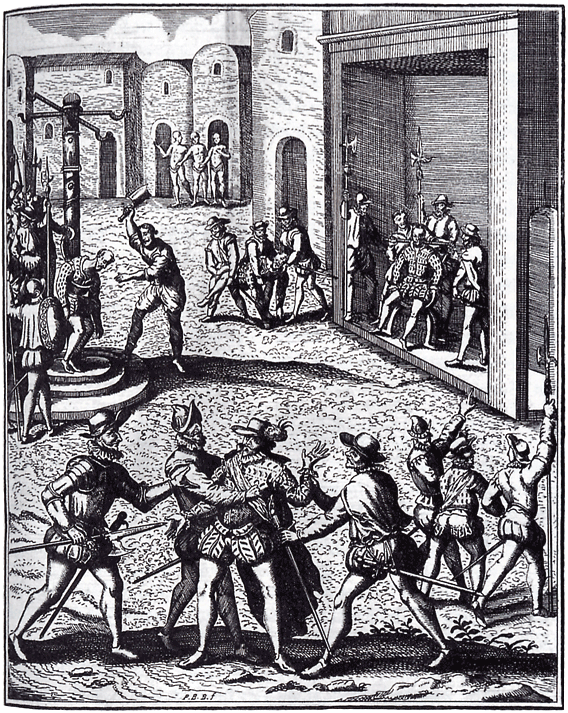
Hernando Pizarro assiste all'esecuzione di Diego de Almagro

Hernando Pizarro (Trujillo, 1502 – Trujillo, 1578) è stato un conquistador spagnolo, fratello del più celebre Francisco Pizarro e suo principale luogotenente durante l'attacco all'impero degli Inca e la successiva dominazione di tutto il Perù.

## Ritratto
Di tutti i Pizarro della Conquista era il più raffinato e distinto. Uso alle usanze di corte e fine oratore, grazie alla sua eloquenza e ai suoi modi evoluti era ben accetto nelle più alte sfere del potere. Di alta statura e poderoso, quantunque di lineamenti grossolani, era coraggioso e valente, ed era stimato dai suoi sottoposti sapendo coniugare le sue qualità cortigiane con una innata attitudine al comando ed all'azione. Era però superbo quanto pochi e la sua ambizione non conosceva limiti. Nei confronti con i suoi pari era incapace di mitigare le sue passioni e suscitava, più spesso, antipatie ed ostilità di quanto convenisse alla conduzione dell'impresa comune. Era dotato di moderazione e di una naturale umanità nei confronti degli indigeni, ma sapeva essere spietato verso i suoi compatrioti, quando le circostanze lo mettevano a confronto con opinioni diverse dalla sua. Era avido fino all'inverosimile, astuto e pronto a ogni sorta di dissimulazione, sempre disposto a cambiare partito, poco fermo nei suoi sentimenti e disposto a sacrificare al suo tornaconto ogni legame di amicizia. Era fedele soltanto alla sua parentela e si considerava la guida spirituale della sua famiglia, i Pizarro, di cui, peraltro, era destinato a diventare una sorta di genio malefico.

## Biografia
Vi è una discordanza di fondo sulla determinazione della data di nascita di Hernando. In mancanza di dati ufficiali, alcuni autori la collocano tra il 1475 e il 1478. Altri invece la fanno risalire agli anni tra il 1501 e il 1503. Entrambi i gruppi di ricercatori appoggiano le loro tesi su ricostruzioni elaborate, ma nessuno è riuscito, finora, a dire l'ultima parola in proposito. L'unica cosa certa è che Hernando, nel 1525 conseguì la patente di capitano di fanteria. Hernando era fratello di Francisco per parte di padre, il famoso veterano delle campagne d'Italia, Gonzalo Pizarro Rodriguez de Aguilar, detto el Largo.
Le loro madri, invece, erano diverse. Quella di Hernando, Isabel de Vargas, era la moglie legittima del grande Gonzalo e gli aveva dato tre figli, un maschio, appunto Hernando e due femmine, Ines e Isabel. La madre di Francisco, invece, era soltanto una popolana di nome Francisca Gonzáles e la sua era una relazione illegittima che non aveva però impedito al figlio, nato fuori dal matrimonio, di essere riconosciuto e di portare il nome di Pizarro.
Hernando e Francisco si erano frequentati in gioventù, quando le vicende della guerra li avevano portati a combattere nel reggimento del padre, durante le campagne d'Italia. La sorte li aveva divisi, allorché Francisco era andato a cercare fortuna nelle Indie, ma erano tornati ad abbracciarsi, nel 1529, quando quest'ultimo, a corto di volontari, era tornato alla città natale a cercare dei compagni di ventura.
Hernando aveva accettato con entusiasmo di fare parte della spedizione nelle terre peruviane ed aveva condotto con sé anche altri due fratellastri: Juan e Gonzalo, illegittimi entrambi, ma, ambedue naturalizzati dal loro prolifico padre. Aveva completato la riunione di famiglia, l'adesione all'impresa di Martín de Alcantara, un fratello per sola parte di madre di Francisco e di un nipote dei Pizarro, il giovane Pedro, allora quindicenne, che sarebbe diventato il futuro storico della Conquista.

### La conquista dell'impero degli Inca
La prima azione di rilevanza di Hernando, una volta giunto a Panama, fu quella di provocare una disputa tra Francisco Pizarro e il suo antico socio Diego de Almagro. Grazie alle sue intemperanze, l'unione tra i due antichi commilitoni arrivò quasi alla rottura e soltanto l'intervento degli altri associati evitò la fine della alleanza.
Un identico contrasto con Hernando de Soto, cui era stata sottratta la pattuita luogotenenza a beneficio, appunto, di Hernando, venne a malapena sedato.
L'ingresso nel territorio degli Inca valse comunque e ricompattare la volontà di tutti i partecipanti e l'azione di Hernando, che si distinse in più occasioni per il suo valore, gli riguadagnò la fiducia dei suoi commilitoni. 
Giunto a Cajamarca, Hernando, assieme a de Soto, si diresse spavaldamente al campo di Atahuallpa e, ancora una volta, si guadagnò la stima di tutti per l'audacia dimostrata in quell'impresa che si sarebbe dimostrata determinante per la successiva cattura dell'Inca.
In occasione della raccolta del riscatto del sovrano Inca, Hernando si incaricò della difficile missione di recarsi, con appena venti cavalieri, al tempio di Pachacamac per reperire l'oro ivi nascosto dai sacerdoti, sordi al comando del loro imperatore. In quel frangente Hernando dimostrò le sue capacità di comando allorquando, di fronte all'inaspettato incontro con Chalcochima al comando dei suoi eserciti, seppe improvvisare una tattica insieme audace ed efficace. Senza mostrare segni di timore, egli convinse l'esperto generale a licenziare le sue truppe e a seguirlo a Cajamarca, agitando lo spauracchio di una possibile ritorsione verso l'Inca prigioniero. Al suo ritorno al campo spagnolo Hernando godé di un meritato trionfo. Con appena venti cavalieri, era tornato con un carico d'oro e con il più temuto comandante degli Inca quale prigioniero.
Hernando, però, al suo ritorno a Cajamarca ebbe la sgradita sorpresa di trovare il suo antico antagonista, Almagro, appena arrivato con un consistente contingente di truppe e, ancora una volta, di fronte all'odiato rivale, non seppe dominare la sua superba e rancorosa natura e poco mancò che provocasse una lite disastrosa.
Suo fratello Francisco non volle correre rischi e pensò bene, con l'accordo di tutti, di inviarlo in Spagna a consegnare la parte dell'oro di spettanza della Corona, con l'incarico di illustrare le benemerenze dei conquistadores e pattuire cariche e ricompense per tutti i partecipanti all'impresa.
Hernando partì dunque carico di bottino e gonfio d'orgoglio. La sua parte ammontava a 1 267 marcos de plata e a 31 080 pesos de oro, una vera fortuna per l'epoca, seconda solo a quella del fratello Francisco.
Durante il viaggio di ritorno passò dall'isola di Hispaniola, incontrando la curiosità e l'ammirazione di tutti. Richiesto di descrivere i recenti avvenimenti del Perù, scrisse una breve relazione indirizzata agli "Oidores de la Audencia de Santo Domingo". In essa descrisse, seppur succintamente, le fasi della conquista fino alla cattura di Atahuallpa. Il racconto è notevole perché riporta i fatti, di cui fu protagonista, con la freschezza che solo un resoconto immediato può proporre, quando i ricordi dell'autore non sono ancora condizionati dalla rivisitazione meditata che il tempo è solito imporre.

### In Spagna con il riscatto
Giunto in Spagna con gli immensi tesori strappati agli Inca, Hernando si trovò, ovviamente, al centro dell'attenzione generale. L'apporto di metalli preziosi arrivava quanto mai a proposito per le esauste casse imperiali, impegnate a far fronte alla dispendiosa politica europea di Carlo V. L'imperatore, sorpreso ed entusiasta per l'insperata impresa di questi suoi lontani sudditi, era quanto mai disposto a far loro concessioni onorevoli, tanto più che le sue elargizioni sarebbero state soddisfatte dalle risorse di quei remoti territori. Hernando, da parte sua, messa da parte per il momento la spada, riacquistò le sue maniere di perfetto cortigiano e perorò la causa dei suoi congiunti.
Secondo i patti contratti prima della partenza, egli avrebbe dovuto difendere anche la causa di Almagro, ma, spregiudicato com'era, non si peritò di fare quanto era in suo potere per avvantaggiare il fratello Francisco nei confronti del suo odiato rivale. 
I funzionari regi erano, però, sufficientemente accorti per ridimensionare le sue mene e decretarono che anche Almagro avrebbe avuto diritto a un territorio autonomo da reggere quale governatore. 
In mancanza di dati cartografici precisi, si decise che il territorio di Almagro si espandesse per duecento leghe a sud di quello di Pizarro, che era invece pari a duecentosettanta leghe a partire dal villaggio di Zamuquella, posto ad un grado e venti primi a nord dell'equatore. Non si chiariva se la misura dovesse essere conteggiata in linea d'aria o seguendo la costa e questa approssimazione sarebbe stata fatale perché, a seconda dell'interpretazione, il territorio del Cuzco sarebbe stato di pertinenza dell'uno o dell'altro contendente.
Le prime anticipazioni delle decisioni della Corona giunsero in Perù frammentate e confuse, ma lo stesso Pizarro stimò che la capitale degli Inca ricadesse sotto la pertinenza di Almagro, salvo ricredersi quando alcuni interessati esperti gli presentarono i loro pareri, a lui favorevoli. L'altalena delle interpretazioni provocò quasi uno scontro tra i due antagonisti, ma l'antica amicizia permise di raggiungere un accordo. Si pattuì di soprassedere ad ogni decisione in attesa delle "provisiones" ufficiali. Nel frattempo Almagro avrebbe proceduto all'esplorazione del territorio a sud del Cuzco, il Cile, come veniva nominato, nella speranza di trovare risorse e ricchezze pari a quelle degli Inca, cosa che fece approntando un esercito di più di cinquecento uomini.

### Manco II assedia il Cuzco
Partito Almagro alla volta del Cile, il Cuzco rimase sotto la tutela dei giovani Juan e Gonzalo Pizarro, mentre il loro fratello, il governatore Francisco Pizarro, si occupava della fondazione della nuova capitale di Lima. I due giovani conquistadores, arroganti e sprovveduti, avevano ricevuto l'ordine di mantenere buoni rapporti con l'Inca fantoccio Manco II, allora fedele collaboratore degli Spagnoli, ma non si peritarono di sottoporlo a vessazioni ed angherie di ogni genere, spingendolo alla rivolta.
Hernando, tornato dalla Spagna e recatosi prontamente al Cuzco, cercò di rimediare alla situazione restituendo all'Inca la dignità compromessa dai suoi irresponsabili fratelli, ma era ormai troppo tardi per riguadagnare la fiducia dell'esasperato sovrano. 
Manco riuscì infatti a fuggire e scatenò una imponente rivolta che mise a repentaglio la sopravvivenza stessa di tutti gli Spagnoli presenti nel Perù. Il Cuzco rimase isolato e venne sottoposto ad un vero e proprio assedio da parte delle truppe indigene.
Gli spagnoli, sotto il comando di Hernando, si trovarono a combattere per la vita in una battaglia disperata, mentre i loro confratelli di Lima dovevano sopportare un similare attacco. Più volte la fortuna degli iberici parve declinare, ma Hernando, dando prova delle sue insigni qualità di combattente, seppe contenere la furia dei nemici in lunghi mesi di lotta. Negli accaniti combattimenti Juan Pizarro perse la vita, assieme a numerosi suoi compatrioti, ma la città resistette all'assedio. Nel frattempo un altro pericolo si profilava: Almagro era di ritorno dal Cile, dove l'impresa si era rivelata un fallimento, ed era intenzionato a far valere i suoi diritti.

### Lotte con Almagro
Quando Almagro giunse nei pressi del Cuzco, la situazione era quanto mai confusa. Nella città i Pizarro difendevano i loro accantonamenti. Nelle campagne circostanti le truppe di Manco si preparavano ad un attacco ed un esercito sotto il comando di Alonso d'Alvarado, un fedele dei Pizarro, si avvicinava per liberare gli spagnoli assediati. Almagro tentò, da prima, un abboccamento con Manco; poi, dopo alcune incomprensioni, si scontrò con gli Inca, senza peraltro riuscire a debellarli, ma ottenendo di ricacciarli più lontano, in zone, per loro, sicure.
L'adelantado, era questo il titolo di Almagro, si rivolse allora agli occupanti del Cuzco e chiese loro di consegnargli la città. Questi si rifiutarono e, interrompendo una tregua pattuita, gli diedero un buon motivo per procedere all'occupazione della capitale degli Inca. Hernando e suo fratello Gonzalo caddero prigionieri di Almagro, che rivolse la sua attenzione all'esercito di Alvarado, favorevole ai Pizarro. Uno scontro, che ebbe luogo ad Abancay il 12 luglio del 1537, a poche leghe dalla città, fu favorevole alle truppe dei Cileni, come venivano chiamati i seguaci di Almagro, ed Alvarado andò a raggiungere nelle prigioni del Cuzco gli amici che era venuto a liberare.
A questo punto, mentre Manco, ritenendo terminata questa fase della rivolta, si rifugiava nelle selvagge gole di Vilcabamba, Francisco Pizarro, finalmente libero nei suoi movimenti, si apprestò a soccorrere i suoi fratelli, ma rimase costernato nell'apprendere che questi erano ormai prigionieri del rivale. Orgoñez, il luogotenente di Almagro, considerate le difficoltà degli avversari, impediti dagli ostaggi, spingeva il suo comandante ad attaccare le forze di Lima, ma questi, memore degli antichi sentimenti di amicizia, preferì accettare una proposta di trattative. Dopo insidie e subdoli tentativi di sopraffazione di ogni genere da parte di Pizarro, si giunse infine ad un accordo. Hernando sarebbe stato liberato, impegnandosi a partire per la Spagna, e Almagro sarebbe rimasto padrone del Cuzco in attesa di un arbitrato della madre patria.
Così fu fatto, ma Hernando, che pure aveva giurato di rispettare i patti sottoscritti, non si mostrò molto desideroso di lasciare il Perù. Anzì, usando l'influenza che aveva sul fratello governatore, prese ad ordire ogni sorta di piani per prendersi una rivincita. Un religioso, poco scrupoloso, lo sciolse dal giuramento e Francisco Pizarro si lasciò convincere a lasciarlo armare una truppa agguerrita per attaccare le posizioni del rivale.
Almagro comprese che i ragionamenti del suo luogotenente erano sensati quando apprese che l'armata di Pizarro aveva lasciato Lima. L'esercito in arrivo aveva quasi il doppio degli uomini che potevano schierare i "Cileni"; tuttavia la partita non era ancora perduta. La strada per il Cuzco transitava attraverso gole paurose e un agguato aveva molte possibilità di successo, come avevano dimostrato le genti di Manco che, in situazioni analoghe, avevano avuto ragione di importanti distaccamenti Spagnoli. 
Proprio gli Inca, nella persona di Paullu, alleato di Almagro, si offrirono di attaccare l'esercito che sopraggiungeva, ma le loro proposte non vennero accettate. L'attuale padrone del Cuzco non voleva che gli indigeni acquisissero la consapevolezza di poter affrontare e distruggere un imponente distaccamento di spagnoli, ancorché suoi nemici, e la sua determinazione, al proposito, resta a suo onore. Anche Orgoñez avanzò proposte di manovre diversive, proponendo di aggirare le colonne avanzanti e di puntare decisamente su Lima che, sguarnita, si presentava come una preda facile ed appetibile. Almagro, in verità, stanco ed ammalato, sperava ancora di poter comporre pacificamente la vertenza con i Pizarro e non voleva giungere ad una definitiva rottura con i suoi compatrioti.
Mal gliene incolse, perché i suoi nemici non avevano i suoi medesimi scrupoli e giunsero indisturbati a minacciare il possesso del Cuzco. Fu giocoforza affrontarli e gli eserciti schierati per la battaglia si scontrarono, il 26 aprile del 1538, nella battaglia di Las Salinas. Le truppe di Almagro fecero prodigi di valore, ma non poterono opporsi al numero preponderante degli avversari e soccombettero, dopo un'accesa mischia in cui lo stesso Orgoñez perse la vita, ucciso a tradimento dopo che, coperto di ferite, si era arreso a discrezione.
Hernando era ormai padrone del Cuzco e si apprestò ad esercitare il suo potere di vincitore. A tutta prima, sembrò manifestare un signorile comportamento nei confronti del suo antico nemico. Almagro, catturato dopo la battaglia, venne trattato con tutti gli onori e si illuse di poter godere della medesima considerazione che lui stesso aveva manifestato ad Hernando, quando costui era caduto nelle sue mani. La postura era, però, solo apparente, perché il vendicativo Hernando, quando fu sicuro che il suo prigioniero era ormai certo della salvezza, ne decretò, inopinatamente, la morte.
La sentenza sconvolse Almagro, che implorò, a tutta prima, i suoi carcerieri, ma quando comprese la bassezza dei suoi avversari, tornato il fiero castigliano di sempre, affrontò coraggiosamente il supplizio. Venne sottoposto al "garrote" nella silenziosa oscurità della prigione, ma il suo cadavere venne ugualmente portato nella pubblica piazza ove venne, pubblicamente, sottoposto al taglio della testa.
Hernando godé per un certo periodo del suo trionfo. Indisse addirittura una spedizione nel Collao per potersi gloriare di un'autonoma conquista, ma le voci dell'uccisione di Almagro avevano raggiunto la Corona di Spagna e gli fu giocoforza rientrare in patria per discolparsi, sicuro che le sue immense ricchezze gli avrebbero garantito l'impunità.

### Ritorno in Spagna e prigionia a Medina del Campo
Al momento della morte, Diego de Almagro aveva lasciato la carica di governatore delle province del Sud del Perù al figlio Diego e aveva nominato come esecutore testamentario il nobile Diego de Alvarado. Costui aveva lo stesso nome dell'omonimo capitano, seguace dei Pizarro, ma non aveva nessuna parentela con lui ed anzi era, in realtà, fratello del famoso Alvarado, luogotenente di Hernán Cortés al tempo della conquista del regno degli Aztechi. Diego de Alvarado era un gentiluomo di antico stampo, attento al sentimento dell'onore e fedele alla parola data. Durante la prigionia di Hernando, si era adoperato per salvaguardarne l'incolumità e non concepiva, in alcun modo, di potergli perdonare il suo iniquo comportamento nei confronti di Almagro quando le parti si erano invertite.
Quando Hernando si presentò a Corte, accompagnato dalle sue fascinose ricchezze, si trovò di fronte l'animoso cavaliere pronto ad affrontarlo, per rinfacciargli i suoi numerosi misfatti. L'oro di Hernando non era, però, un argomento trascurabile e Alvarado si avvide che la contesa stava per sprofondare negli interminabili paludamenti giuridici tipici dell'epoca. Il temperamento di Alvarado non poteva sopportare simili indugi e, da nobile castigliano, sfidò il suo rivale, proponendo di verificare il suo buon diritto in singolar tenzone. Il confronto con un così temibile avversario non era certo desiderabile per Hernando, ma l'opportuna morte dello sfidante, dai più attribuita a veleno, lo tolse dagli impicci.
Hernando era andato troppo oltre, anche per l'elastica coscienza di quei tempi, e la riprovazione dell'opinione pubblica costrinse i giudici ad intervenire. Venne perciò arrestato e rinchiuso nel castello di Medina del Campo, in attesa di giudizio e, questa volta, le lungaggini della giustizia spagnola si sarebbero rivolte contro il suo interesse, perché la sua detenzione si sarebbe rivelata di una lunghezza spaventosa, qualcosa come poco meno di venti anni. La prigionia di Hernando non aveva però nessuna caratteristica della carcerazione comune. Provvisto com'era di mezzi, poteva godere di un vero e proprio quartiere, di pasti appropriati e di tutte le comodità connesse. Neppure la compagnia femminile gli era preclusa perché, difatti, poté giovarsi di quella di un'avvenente nobile locale, Isabel de Mercado, dalla quale ebbe due figli: un maschio, Diego, che morì giovane e una femmina, Francisca, che entrerà a far parte della sua successione.

### Matrimonio con la nipote Francisca e discendenza di Hernando
Quando Hernando aveva lasciato il Perù, aveva raccomandato al fratello Francisco, ormai diventato marchese, di guardarsi dalla vendetta dei seguaci di Almagro, ma questi si era fatto beffe delle sue raccomandazioni. Alcuni anni dopo, nel 1541, i suoi timori si sarebbero avverati e Francisco Pizarro sarebbe caduto sotto i colpi di alcuni congiurati della fazione dei Cileni. Il "Marchese" aveva avuto, da principesse indigene, dei figli illegittimi, che aveva peraltro riconosciuto, e costoro, per sicurezza, furono inviati in Spagna dalle autorità che cercavano di riparare i guasti della guerra civile, nel frattempo scoppiata nel Perù. Ovviamente i rampolli del più famoso dei Pizarro furono condotti a visitare e conoscere il loro zio detenuto a Medina del Campo. Tra gli eredi di Francisco vi era una fanciulla di diciassette anni, di nome Francisca, discendente, per parte di madre, da Huayna Cápac e conosciuta, in Perù, come Francisca Yupanqui.
Non sappiamo se fu la bellezza della giovane a far innamorare Hernando o la consistenza della sua dote a convincerlo, ma il maturo gentiluomo decise di convolare a giuste nozze con la giovane nipote. Questa, catapultata dal nativo Perù nella fantasmagorica Spagna e disorientata dalla corte di questo parente evoluto e rinomato, accettò di buon cuore l'offerta di matrimonio. La loro, a prescindere dalla diversità di età, fu un'unione felice, coronata dalla nascita di cinque figli, di cui tre giunti alla maturità.
Nel 1561 Hernando fu, infine, liberato e si recò nella nativa Trujillo, eleggendovi la sua definitiva residenza. Gli ultimi anni della sua vita furono dedicati alla ricostruzione dell'immagine familiare. Un magnifico palazzo venne edificato nel centro cittadino e Hernando, unitamente alla moglie, si adoperò per costituire una proprietà successoria indivisibile quale appannaggio della famiglia dei Pizarro. Il suo carattere violento e prevaricatore gli alienò l'affetto del figlio primogenito, che venne diseredato. Alla sua morte, avvenuta nel 1578, le sue immense fortune passarono nelle mani dei figli superstiti, ma in breve, per mancanza di discendenti, finirono per essere godute da rami collaterali della famiglia, tra cui quello discendente dalla figlia Francisca, avuta dalla sua amante Isabel de Marcado.